# Mama Said
«Mama Said» és el quinzè senzill de la banda estatunidenca Metallica, el tercer extret de l'àlbum d'estudi, Load, llançat el 25 de novembre de 1996.
Aquesta cançó destaca en el seu repertori predominantment dur per barrejar elements de country, blues i rock dur. Les lletres presenten un home que intenta aprendre a buscar el seu estil de vida lluny de la seva mare. Fou composta per Hetfield sobre ell mateix i la seva complicada relació amb la seva mare, que formava part de la religió Ciència Cristiana. Segons aquesta doctrina, tenien prohibit l'ús de medicines per curar malalties, i la seva mare va morir de càncer que ell tenia 16 anys. La versió demo de la cançó es coneixia amb el títol de "Mama Said (The Story So Far)".
«Mama Said» mai ha format part del repertori dels directes de Metallica, tanmateix, Hetfield ha interpretat la cançó en viu en determinades ocasions, només amb una guitarra acústica i sense la companyia de cap altre instrument.
El videoclip fou dirigit per Anton Corbijn i està protagonitzat pel mateix Hetfield, bàsicament assegut a la part darrera d'un cotxe tocant la cançó amb una guitarra acústica, i pel vidre posterior s'entreveu que surt d'una ciutat anant per una autopista del desert estatunidenc. Al final es descobreix que realment és un estudi de gravació i només hi ha la part posterior d'un cotxe totalment estàtic, amb un projector al fons.

## Llista de cançons
| 1. | «Mama Said»                                                             | 5:19 |
| 2. | «King Nothing» (directe, Irvine Meadows, Califòrnia, 4 d'agost de 1996) | 6:50 |
| 3. | «Mama Said» (Edit)                                                      | 4:34 |

| 1. | «Mama Said»                                                               | 5:19 |
| 2. | «So What» (directe, Irvine Meadows, Califòrnia, 4 d'agost de 1996)        | 3:00 |
| 3. | «Creeping Death» (directe, Irvine Meadows, Califòrnia, 4 d'agost de 1996) | 7:15 |
| 4. | «Mama Said» (Early Demo Version)                                          | 6:52 |

| 1. | «Mama Said»                                                               | 5:19 |
| 2. | «Ain't My Bitch» (directe, Irvine Meadows, Califòrnia, 4 d'agost de 1996) | 5:59 |

| 1. | «Mama Said» (Edit)               | 4:34 |
| 2. | «Mama Said» (Early Demo Version) | 6:52 |

| 1. | «Mama Said» (Edit)          | 4:34 |
| 2. | «Mama Said» (Album Version) | 5:19 |

| 1. | «Mama Said» (Edit)                                                        | 4:34 |
| 2. | «So What» (directe, Irvine Meadows, Califòrnia, 4 d'agost de 1996)        | 3:00 |
| 3. | «Creeping Death» (directe, Irvine Meadows, Califòrnia, 4 d'agost de 1996) | 7:15 |
| 4. | «King Nothing» (directe, Irvine Meadows, Califòrnia, 4 d'agost de 1996)   | 6:50 |
| 5. | «Whiplash» (directe, Irvine Meadows, Califòrnia, 4 d'agost de 1996)       | 6:01 |
| 6. | «Mama Said» (Early Demo Version)                                          | 6:52 |